# Oxypoda funebris
Oxypoda funebris är en skalbaggsart som beskrevs av Ernst Gustav Kraatz 1856. Oxypoda funebris ingår i släktet Oxypoda, och familjen kortvingar. Arten är reproducerande i Sverige.